# خانه محمد نصیری
خانه محمد نصیری مربوط به اوایل دوره پهلوی است و در احمدآباد، خیابان امام خمینی، کوچه اقبالی، پلاک آب ۱۱۰۰، ۶، ۱۴ واقع شده و این اثر در تاریخ ۲ بهمن ۱۳۸۲ با شمارهٔ ثبت ۱۰۸۰۹ به‌عنوان یکی از آثار ملی ایران به ثبت رسیده‌است.